# Perrogney-les-Fontaines
Perrogney-les-Fontaines è un comune francese di 112 abitanti situato nel dipartimento dell'Alta Marna nella regione del Grand Est.

## Società

### Evoluzione demografica
Abitanti censiti